# INSTEAD
INSTEAD (сокращение от INterpreter, Simple TExt ADventure) — программа-интерпретатор для простых текстографических приключенческих игр. Представляет собой платформу для игр, являющихся смесью визуальной новеллы и текстового квеста.

## История
Первая публичная версия INSTEAD 0.7.4 была выпущена для операционной системы Linux 20 февраля 2009 года.
22 февраля 2010 года появился модуль, позволяющий запускать URQ-игры с версии INSTEAD 1.1.3.
В 2011 году написанная для INSTEAD приключенческая игра «Особняк» за авторством Петра Косых получила Премию за достижения в интерактивной литературе на русском языке «Золотой Хомяк» в номинации «Лучшие загадки».
По состоянию на 31 июля 2012 года только в официальном репозитории INSTEAD находилось более полусотни игр.
По состоянию на 17 июля 2018 года разделение на «официальный» и «неофициальный» репозиторий игр упразднено. Есть единый репозиторий игр: http://instead-games.ru/

### Портирование

INSTEAD, работающий в Haiku

Изначально INSTEAD разрабатывался для Linux, но позже, благодаря поддержке участников проекта, он был портирован на различные операционные системы:
- Windows — 31 мая 2009 года. Автор: Илья Рындин.
- Mac OS X — 5 августа 2010 года.
- Haiku — 13 сентября 2010 года. Автор: Герасим Троеглазов.
- Windows Mobile и Maemo — 27 сентября 2010 года.
- Android — 1 октября 2010 года. Автор: Махно Алексей.

## Особенности
- Все желающие могут создать свой квест, для этого желательно хотя бы начальное знание простого скриптового языка программирования Lua. Подробная документация[4] к программе на русском языке поможет освоить процесс написания игр даже тем, кто далек от программирования.
- Кроме текстового, также проигрывает графическое и музыкальное сопровождение.
- С помощью модуля воспроизводит URQ-игры.
- Способен воспроизводить квесты из игр Космические рейнджеры и Космические рейнджеры 2: Доминаторы, а также любые квесты, написанные при помощи редактора TGE для КР и КР2.
- Возможности для различного оформления интерфейса, а также смены тем в игре «на лету».
- Возможность полноэкранного отображения.
- Гибкая настройка параметров.
- Обучающий режим.
- Управление клавиатурой или мышью.
- Поддержка реагирования на щелчок мышью по определённой области на картинке.

В игре «Побег из туалета» англ. Escape the toilet используются трёхмерные изображения, эффектно имитирующие интерфейс современных компьютерных квестов. Это первая созданная для INSTEAD игра с такой особенностью.
В 2010 году вышла в свет игра «Карантин» — ставшая наиболее ярким образцом INSTEAD-проекта с нелинейным сюжетом. В игре присутствуют случайные события, множество вариантов концовок, «отрицательные» и «положительные» персонажи каждый раз выбираются случайным образом.
6 сентября 2010 года произошло важное с точки зрения функциональности и перспективы развития движка историческое событие — вышла игра сборник пасьянсов «Instead Solitaire» (для INSTEAD с версии 1.2.0). Таким образом, теперь можно рассматривать INSTEAD не только как приложение для запуска текстовых квестов, но и как многофункциональную игровую платформу.
14 июля 2011 года появилась первая версия INSTEAD для Adobe Flash.
30 июля 2017 года появилась веб-версия интерпретатора INSTEAD-JS.
10 мая 2021 года появилась возможность упаковывать парсерные игры (разработанные с использованием модуля МЕТАПАРСЕР 3) в APK-файл для запуска на Android в виде отдельного приложения.

## Запуск игр
Запускать многие игры можно онлайн или скачать архив игры и запустить с помощью INSTEAD. Кроме того, можно устанавливать/запускать игры с помощью лаунчера InsteadMan.